# Велестовска чешма
Велестовската чешма е възрожденска чешма в охридското село Велестово. Изградена е през 1891 година от Майстор Донглов, а на нея е поставена плоча на загиналите в комунистическата съпротива във Вардарска Македония и бюст на Григор Пърличев.